# Batu Urip (Kikim Timur)
Batu Urip is een bestuurslaag in het regentschap Lahat van de provincie Zuid-Sumatra, Indonesië. Batu Urip telt 474 inwoners (volkstelling 2010).